# Maria Dolors Coll Magrí
Maria Dolors Coll Magrí (Almenar, 10 d'agost de 1960) és una poeta catalana resident a Sant Cugat del Vallès.
Dedicada professionalment a la docència, ha estat professora de llengua i literatura. Fou lectora a la Universitat Adam Mickiewicz de Poznan, a Polònia entre els anys 1989 i 1992.
En el camp de la poesia ha estat finalista dels Premi Rosa Leveroni (1988) amb el poemari post-titulat Però Venus no ho sap, i del Premi Marià Manent (2001) amb Mals pensaments i altres animals de companyia.
El 1977, amb uns veïns d'Almenar, va tirar endavant la revista local La barana del fossar. L'any 1978, a la universitat, amb una colla d'amistats, va publicar la revista literària La Higiènica. És autora de l’audiovisual poètic La bava del caragol (2015), basat en el llibre En sordina, i del divertiment poeticovisual Snacks (2021).
Des del punt de vista de la crítica literària se li ha trobat consonància amb el poeta francès René Char. A la seva obra, hi reviu un lèxic autòcton del món pagès del Segrià i nombroses referències al seu paisatge de l'horta.

## Obra publicada
- Rés a mida (Pagès Editors, 2000)
- Niu en blanc (Pagès Editors, 2003)
- Rostoll (Godall Edicions, 2014)[6][7]
- En sordina (Editorial Meteora, 2015)
- Corpuscles (Godall Edicions, 2017)
- El còdol i els seus cercles (Pagès Editors, 2019)[8]
- Mals pensaments i altres animals de companyia (Tanit, 2020)[9]
- De mineral (Godall Edicions, 2022)